# Piet Römer
Piet Römer (Amsterdam, 2 aprile 1928 – Amsterdam, 17 gennaio 2012) è stato un attore olandese.
Römer è meglio conosciuto per il suo ruolo da protagonista nella serie televisiva Baantjer. Oltre alla serie Baantjer, Römer ha recitato anche in Stiefbeen en zoon, L'ascensore e 't Schaep met de 5 pooten.

## Biografia
Römer nacque il 2 aprile 1928 ad Amsterdam da Hendrik Dirk Römer (1885-1947) e Maria Catharina Sino (1890-1967). Aveva un fratello gemello identico, Paul. Lasciò la scuola a quattordici anni. Lavorò come carbonaio e, per un certo periodo, frequentò contemporaneamente una scuola di recitazione, che abbandonò dopo soli tre mesi. Da quel momento in poi, tuttavia, desiderò lavorare come attore e ci riuscì. Nel 1952, ottenne il suo primo ruolo teatrale in De Witte Vogel (L'uccello bianco) di Rolf Petersen. Dal 1973 in poi, lavorò come attore freelance a teatro, al cinema e in televisione.
Dal 1956 Römer apparve in diverse serie televisive, in una ventina di film e in più di sessanta produzioni teatrali. Nel 1971 gli fu conferito l'Arlecchino per il suo ruolo in Bloesem van seringen Breng Herinneringen (Fiore d'argento porta ricordi). Divenne famoso negli anni '60 con le serie Stiefbeen en zoon e 't Schaep met de 5 pooten ( La pecora con le 5 zampe). Entrambe le serie ottennero il Gouden Televizierring. Nel 1969 e nel 1970 scalò la Dutch Top 40 su Radio Veronica e la Hilversum 3 Top 30 sul canale pop pubblico Hilversum 3 con le canzoni della serie TV 't Schaep met de 5 pooten, insieme ad Adèle Bloemendaal e Leen Jongewaard. 
Successivamente Römer presentò il programma per i giovani 't Spant Erom.
Il mondo del cinema non era il suo mondo. Römer sentiva che lì le persone venivano trattate come oggetti.
Preferiva il teatro poichè, come diceva lui, aveva tutto sotto controllo.
Römer raggiunse la fama nel 1963 interpretando Dirk Stiefbeen, al fianco di Rien van Nunen nel ruolo di padre Stiefbeen, nella popolare serie televisiva Stiefbeen en zoon. A questo successo ne seguirono numerosi altri al cinema, in televisione e a teatro. Dal venerdì sera del 6 ottobre 1995 al venerdì sera del 1° dicembre 2006, interpretò Jurriaan de Cock nella serie Baantjer. Aveva già interpretato questo ruolo in una serie radiofonica trasmessa da AVRO nel 1984. Römer è l'unica persona nei Paesi Bassi ad aver vinto il Golden Televizierring tre volte.
Nel 2007, Römer ha ricevuto la cittadinanza onoraria di Amsterdam e la relativa onorificenza al merito. Ha ricevuto anche la medaglia di bronzo al merito, poichè nel ruolo del detective di Amsterdam De Cock, aveva fatto tanto bene all'immagine della polizia di Amsterdam. Nel 2017, gli è stato dedicato un ponte nel quartiere di Amsterdam Slotervaart.
Tra la fine del 2010 e l'inizio del 2011, Römer fu ricoverato in ospedale per sette settimane con una grave polmonite. Trascorse parte di questo periodo in coma. Il 17 gennaio 2012, Piet Römer morì nel sonno all'età di 83 anni. Fu sepolto il 23 gennaio 2012 nel cimitero di Zorgvlied ad Amsterdam.

## Famiglia
Römer sposò Penina Siebers (1927–2014) nel 1946. Ebbero cinque figli insieme, quattro maschi e una femmina. Anche il fratello e i nipoti di Römer sono attivi nel mondo del teatro e della televisione. La sua unica figlia Anne lavora come suggeritrice, anche al Toneelgroep Amsterdam. Due dei suoi figli, Han e Peter, sono attori. Hanno recitato in ruoli secondari in Baantjer, così come la nipote Nienke, una figlia di Peter. Anche il fratello di Nienke, Thijs, di tre anni più giovane di lei, è attore. Gli altri due figli di Piet, Bart e Paul Römer, sono diventati famosi come produttori televisivi. Anche Bart ha lavorato come attore per un certo periodo.

## Filmografia

### Cinema
- Opstand in de kribbe, regia di Wim Bary (1955)
- De zaak M.P., regia di Bert Haanstra (1960)
- De overval, regia di Paul Rotha (1962)
- Als twee druppels water, regia di Fons Rademakers (1963)
- Het zoekgeraakte boek, regia di Loet Steenbergen (1968) - Pedro
- Amsterdam Affair, regia di Gerry O'Hara (1968)
- Gli strani amori di quelle signore, regia di Paul Verhoeven (1971)
- VD, regia di Wim Verstappen  (1972)
- Heb medelij, Jet!, regia di Frans Weisz (1975)
- Het jaar van de Kreeft, regia di Herbert Curiel (1975)
- Peter en de vliegende autobus, regia di Karst van der Meulen (1976)
- 4 manieren om je vrouw, regia di Hans van Beek (1980)
- De bende van hiernaast, regia di Karst van der Meulen (1980)
- Voorbij, voorbij, regia di Paul Verhoeven (1981)
- L'ascensore, regia di  Dick Maas (1983)
- Baantjer: De Cock en de wraak zonder einde, regia di Alain de Levita (1999)

### Televisione
- Varen is fijner dan je denkt – serie TV (1957–1960)
- Land van belofte, regia di Gerard Rekers – film TV (1959)
- Zeefje waar ben je gebleven (1960?)
- De Poemel – serie TV (1961)
- Stiefbeen en zoon – serie TV (1963)
- Het zoekgeraakte boek, regia di Loet Steenbergen – film TV (1968)
- 't Schaep met de 5 pooten – serie TV (1969)
- Millionen nach Maß – miniserie TV (1970) - Jean
- Een huis in een schoen, regia di Loet Steenbergen – film TV (1971)
- Citroentje met suiker – serie TV (1972)
- Het zwarte jaar van Zwarte Piet, regia di Loet Steenbergen – film TV (1972)
- Merijntje Gijzens jeugd – serie TV (1974)
- Sinterklaas is jarig, regia di Rinus Spoor – film TV (1977)
- Mikke Makke Marsepein, regia di Rinus Spoor – film TV (1978)
- Het boek van Jaap, regia di Rinus Spoor – film TV (1979)
- Pipo de Clown – serie TV (1980)
- De Lemmings– serie TV (1981)
- De droom van Sinterklaas, regia di Rudolf Spoor e Aart Staartjes – film TV (1983)
- Zoals u wenst, mevrouw – serie TV (1984)
- De kip en het ei – serie TV (1985)
- Thomas & Senior – serie TV (1985)
- Moordspel – serie TV (1987)
- Baantjer – serie TV (1995–2006)